# Klug Gretelein
Klug Gretelein ist ein Walzer von Johann Strauss Sohn (op. 462). Das Werk wurde am 18. April 1895 im Konzertsaal des Wiener Musikvereins erstmals aufgeführt.